# Gali
Gali (en georgiano: გალი; en abjasio: Гал, romanizado: Gal; en megreliano: ღალი) es una ciudad que pertenece a la parcialmente reconocida República de Abjasia, centro del distrito de Gali, aunque de iure es capital del municipio de Gali de la República Autónoma de Abjasia de Georgia.

## Geografía
Gali está situada a 77 kilómetros al sureste de Sujumi, la capital abjasia. La ciudad está situada en las tierras bajas de Samurzakán, a ambas orillas del río Eristskali. Limita con los pueblos de Shashikvara y Majunyia en el distrito de Gali, y Pirveli Gali en el distrito de Tkvarcheli.

## Historia
El origen de la ciudad no es conocido con exactitud pero, en tiempos del principado de Odishi, aparece una población en el mapa del Archangelo Lamberti (1654) con el nombre de Gogiel en la localización aproximada donde se encuentra Gali. En 1906, el centro de Samurzakán se trasladó de Okumi a Gali, siendo entre 1928 y 1930 centro del uyezd.
Gali ganó el título de ciudad en 1932. El periódico Izvestia reportó el 15 de abril de 1953 que los residentes en Gali estaban celebrando el cumpleaños número 132 de su vecino más mayor, Tlabgan Ketsba, uno de los fundadores de la ciudad en el siglo XIX.
Durante la guerra de Abjasia, la ciudad fue uno de los epicentros del conflicto. Gali estuvo dentro de la zona de seguridad de las Naciones Unidas antes del veto ruso de la Misión UNOMIG en 2009.

## Demografía
La evolución demográfica de Gali entre 1886 y 2019 fue la siguiente:
| 2401                                                | 3305 | 3847 | 9368 | 13 628 | 14 405 | 15 763 | 7169 | 7604 | 7485 | 7438 | 7443 | 7446 | 7447 |
| (Fuente: Population of Abkhazia since Soviet times) |      |      |      |        |        |        |      |      |      |      |      |      |      |

Gali llegó a un máximo de población en 1989, con más de 15 000 personas viviendo en la ciudad. Sin embargo, después de la guerra de Abjasia se produjo un gran descenso poblacional debido a la limpieza étnica de georgianos en Abjasia y el desplazamiento de población hacia el resto de Georgia. Aunque hay muchos desplazados que fueron afectados por el conflicto, la ciudad no ha perdido tanta población como otras ciudades (véase Ochamchire).
La inmensa mayoría de población es georgiana, correspondiente al grupo de mingrelianos. De hecho, el idioma principal de comunicación en la ciudad es mingreliano, seguido en menor medida por el georgiano y el ruso.
|              | 1979      | 1979       | 2011      | 2011       |
| Grupo étnico | Población | Porcentaje | Población | Porcentaje |
| ------------ | --------- | ---------- | --------- | ---------- |
| Georgianos   | 13 648    | 94,7 %     | 7360      | 96,8 %     |
| Abjasios     | 28        | 0,2 %      | 126       | 1,7 %      |
| Rusos        | 476       | 3,3 %      | 73        | 1 %        |
| Armenios     | 28        | 0,2 %      | 11        | 0,1 %      |
| Ucranianos   | 70        | 0,5 %      | 10        | 0,1 %      |
| Total        | 14 405    | 100 %      | 7604      | 100 %      |

## Economía
En Gali hay unas fábricas de té y aceites esenciales, un teatro y un museo local.

## Infraestructura

### Transporte
La ciudad también tiene una estación de trenes.